# 677
677 је била проста година.

## Догађаји
- Оногурски Бугари су разбијени од стране Хазара, који тада успостављају велико Степско царство, са средиштем на Доњој Волги. Оногури се селе у Панонску низију.
- Варин, франачки племић, каменован је до смрти у близини Араса, због свађе између његовог брата Леодегара (епископа Аутуна) и Еброина, градоначелника палате Неустрије.
- 25 – 27. јул: Врхунац опсаде Солуна: Словенске снаге кренуле у напад великих размера на градске зидине, али су одбијене.
- Кина династије Танг проглашава свргнутог Бојанга из Гогурјеа „краљем Чосона“, стављајући га на чело области Лиаодонг под Генералним протекторатом за пацификацију Истока.